# Список персонажей «Тёмной Башни»
Список персонажей «Тёмной Башни» — содержит список персонажей цикла «Тёмная Башня» Стивена Кинга.

## Протагонисты

### Ка-тет Девятнадцати и Девяноста Девяти

#### Роланд Дискейн
Роланд Дискейн, сын Стивена и Габриэль Дискейнов, родился в феоде Гилеад, во Внутреннем мире. Роланд — последний выживший к началу событий первой книги стрелок, человек, единственной целью которого является найти Тёмную Башню — легендарное место, которое удерживает все миры от разрушения и хаоса — и достигнуть её вершины. Эти поиски стали для Роланда навязчивой идеей: успех поисков значит для него больше, чем жизни его семьи и друзей.

#### Джейк Чеймберз
Джейк Чеймберз — одиннадцатилетний мальчик из Нью-Йорка 1977 года. Имя, данное Джейку при рождении — Джон, но он предпочитает, чтобы его звали Джейком; экономка семьи Джейка, которая намного ближе Джейку, чем его собственные родители, называла его Бама.
С историей Джейка связан временной парадокс. В одной ветви времени он умирает от рук Джека Морта (Джейк верил, что Джек Морт — это Уолтер) в своём родном мире и в результате этого появляется в мире Роланда (события книги «Стрелок»). Мальчик и стрелок путешествуют вместе, преследуя Человека в чёрном, и укрепляя свою дружбу на этом пути. В пути Роланд становится перед выбором — спасти Джейка и остановиться, или же дать Джейку погибнуть и продолжать погоню за Человеком в Чёрном (и путь к Башне). Роланд допускает смерть ребёнка, хотя привязался к нему и практически считает его своим сыном.
В другой ветви времени, с того момента, как Роланд в «Извлечении троих» предотвратил смерть Джейка под колесами автомобиля от рук Морта, Джейк не умер в своём мире, не появился во Внутреннем мире и не погиб там. Он остался в своём мире, но при этом одновременно чувствуя себя участником обеих временных версий, что сводит его с ума. Помнит обе версии и Роланд, что также серьёзно подрывает его психику.
В книге «Бесплодные земли» ка-тет Роланда «протаскивает» Джейка во Внутренний мир, аннулируя последствия временного парадокса. Роланд и Джейк вновь воссоединяются, и стрелок клянется, что больше «не даст Джейку упасть», хотя в душе и не уверен, что сдержит клятву.
Когда ка-тет проходил через город Луд, Джейк был похищен сумасшедшим жителем этого города. Его спасают Роланд и Ыш. Отношения стрелка и Джейка, как отца с сыном, все крепнут, Джейк входит в ка-тет на правах подмастерья-стрелка.
Джейк погибает, жертвуя собой ради спасения Стивена Кинга, живущего в Ключевом мире (чье существование в достаточной мере определяет существование самой Тёмной Башни).
Сюзанна Дин впоследствии находит двойника Джейка в параллельном мире, там он является младшим братом Эдди Торена (двойника Эдди Дина).
Роланд часто отмечает, что Джейк очень напоминает Алена, стрелка из его первого ка-тета. Оба владели телепатической способностью, называемой «прикосновения».

#### Эдди Дин
Эдди — двадцатитрёхлетний наркоман, который в начале книги впервые в своей жизни перевозил кокаин по поручению мафиози Энрико Балазара. Знак Зодиака — Козерог. Впервые Эдди появляется в книге «Извлечение троих», где его из таинственной двери с надписью «Узник», ведущей в близкий нашему мир (в город Нью-Йорк), извлекает Роланд. Эдди Дин стал первым «извлечённым» подобным образом; его появление в жизни Роланда было предсказано Оракулом и Уолтером в первой книге серии. До событий романа Эдди жил со своим старшим братом Генри, который и приобщил его к наркотикам, и был очень к нему привязан. Генри погиб от рук бандитов Балазара, а Эдди и Роланд, вступив с ними в перестрелку и победив, перенеслись в мир Роланда.
Эдди, попав в мир Роланда, вынужден был справляться со своей зависимостью от героина, но несмотря на страдания, его привлекла возможность самому стать стрелком. Сперва не желая того, и частично по принуждению со стороны Роланда, Эдди становится попутчиком Роланда на пути через Срединный мир; вскоре он влюбляется и впоследствии женится на Сюзанне — следующей, кто станет членом ка-тета Роланда.
В последнем романе, во время нападения на Алгул Сьенто, Эдди был смертельно ранен Пимли Прентиссом, комендантом этого заведения. Он умер на руках у Сюзанны. В одном из миров, где есть город Нью-Йорк, жил двойник Эдди, Эдди Торен, с которым воссоединилась Сюзанна, отказавшись пройти с Роландом последнюю часть его пути. 
Роланд неоднократно отмечает, что своим характером Эдди очень напоминает Катберта, стрелка и одного из лучших друзей Роланда.

#### Сюзанна Дин
Сюзанна — уроженка Нью-Йорка, двадцатишестилетняя афроамериканка (она, как женщина из 1964 года, предпочитала слово «негритянка», вместо принятого во времена Эдди «чёрная»). Появляется в книге «Извлечение троих». Сюзанна — инвалид: её ноги ниже колен были ампутированы в результате несчастного случая в метро. Кроме этого, Сюзанна страдала раздвоением личности (которое в книге неточно называется «шизофренией»), вследствие сильного ушиба головы в детстве. Обе трагедии с ней произошли из-за маньяка Джека Морта. Она — «Госпожа теней», второй член нового ка-тета Роланда, её появление также было предсказано Оракулом и Уолтером в первой книге серии.
Вначале её доминирующая личность — Одетта Сюзанна Холмс, благовоспитанная, в целом, приятная, но излишне чопорная и самодовольная женщина, активный участник движения за гражданские права. Временами, однако, ею «овладевает» вторая половина её личности, Детта Сюзанна Уокер — расистка с преступными наклонностями, грубая и малообразованная, но с острым умом и развитой волей, невероятно коварная. В конце второй книги Роланд исцелил Сюзанну, заставив её взглянуть через третью дверь на саму себя, — её личности слились в одну, намного более уравновешенную, и она берет себе имя Сюзанна Дин, став женой Эдди. Сюзанна обладает памятью обеих женщин — Холмс и Уокер, и способна использовать их умения и личные качества осознанно, когда она сама этого пожелает.
Во время извлечения Джейка (события третьей книги) она вынуждена совершить половой акт с демоном Двери, с целью отвлечь его, и беременеет. Она делит все тяготы беременности с бывшей суккуб Миа, в результате чего в разум Сюзанны проникает её личность. В пятой книге Миа берет под контроль тело Сюзанны, сливаясь с ним (чем даёт ей возможность передвигаться на собственных ногах некоторое время), и сбегает в другое время, около 1999 года, в Нью-Йорк, чтобы родить там своего ребёнка.
Сюзанна последняя покинула ка-тет Роланда (и единственная — не умерла физически в мире Роланда) и вернулась к другим воплощениям Эдди и Джейка в параллельном мире.

#### Ыш
Ыш (англ. Oy, в переводе Рины Ружже — Чик) — ушастик-путаник, один из представителей фауны мира Роланда. Эти животные описываются, как нечто среднее между енотом и собакой, со спиралевидным закрученным хвостом. Необычны тем, что могут имитировать человеческую речь, обычно повторяя окончания слов, услышанных от людей. Впервые появившись в третьей книге цикла, Ыш очень привязывается к одному из главных героев, Джейку Чеймберзу.
По дороге в Луд  Джейк встречает ушастика-путаника. Когда он впервые видит его, он говорит зверьку: «Как поживаешь, малыш?» — и ушастик, передразнивая Джейка, произносит слово, ставшее его именем — «Ыш».  Сначала кажется, что Ыш — всего лишь сообразительное прирученное животное, но впоследствии оказывается, что ушастик способен соображать и сопереживать почти как человек. Ыш становится членом ка-тета Роланда и близким другом, насколько это возможно, для Джейка.
Ыш погибает в последней книге цикла. Он спас Роланду жизнь, вступив в схватку с Мордредом, который хотел убить спящего Роланда.
Косвенно в смерти Ыша оказывается виновен Роланд — ушастик-путаник умер, напоровшись на обломок ветки, которую сломал Роланд, собирая топливо для костра.
В конце седьмой книги Стивен Кинг обращается к читателям:

Вы можете сделать так, что вашим последним воспоминанием об этой истории станут Эдди, Сюзанна и Джейк в Центральном парке, первый раз вновь собравшиеся вместе, слушающие, как школьный хор поет «Что это за дитя». Вы можете даже представить себе, что рано или поздно Ыш (скорее всего, в собачьем обличье, с длинной шеей, странными, с золотыми ободками глазами и лаем, который иногда очень уж напоминает человеческую речь) присоединится к ним.

#### Отец Дональд Каллагэн
Дональд Фрэнк Каллагэн (англ. Donald Frank Callahan, в оригинальном варианте написания количество букв в имени составляет 19), «проклятый» священник, который в первый раз появляется в романе «Жребий» («Салимов Удел»). Он впервые встречается в серии о Тёмной Башне в книге «Волки Кальи», хотя на его вмешательство в серию намекается в послесловии к четвёртой книге.
После того, как он был отмечен вампиром Барлоу и впоследствии выгнан из своей церкви, Каллагэн проводит время в качестве добровольца в приюте для бездомных. Каллагэн поставил своей целью расквитаться с вампирами за то, что они сделали с ним и его другом, который заразился ВИЧ после укуса вампира. В этом ему помогала его способность определять вампиров — ещё пребывая в Салемс Лот, при наличии некоторого количества крови вампира Барлоу, он мог узнавать вампиров с первого взгляда. Как и Джейк Чеймберз, Каллагэн попадает в Срединный Мир после гибели в его собственном мире, хотя в случае Каллагана смерть является его собственным деянием: он прыгает из окна, чтобы сбежать от агентов Алого Короля, затем оказывается на Станции Пути, о которой рассказывается в первой книге серии вскоре после того, как её покинули Джейк и Роланд. Долгое время жил в Пограничье, в поселении Калья Брин Стерджис, где в конечном итоге и встретился с ка-тетом Роланда.
Каллагэн становится частичным членом ка-тета, принимает участие в битве против Волков Кальи и миссии по спасению Сюзанны из Нью-Йорка 1999 года, и приносит себя в жертву (убивает себя из пистолета Джейка Чеймберза прежде, чем попасть в руки вампиров), потому что Джейк должен жить до последней схватки с кан-тоями (низкими людьми) и вампирами в «Тёмной Башне VII».

### Первый ка-тет Роланда

#### Катберт Оллгуд
Катберт, которого друзья называют Берт — друг детства Роланда Дискейна, а также член первого ка-тета Роланда. Катберт упоминается в первых трёх книгах цикла, но его история рассказывается только в четвёртой книге серии.
Катберт был очень красивым, черноволосым и черноглазым юношей, что отмечала даже безоглядно влюблённая в Роланда Сюзан Дельгадо. Он очень сильно был привязан к Роланду, своему лучшему другу, хотя ему было тяжело осознавать, что он всегда второй после Дискейна — и в делах, и в любви. Катберт ревновал его к Сюзан, когда она появилась в жизни ка-тета, но всё же его дружба к Роланду выдержала все испытания. Юный Оллгуд был человеком остроумным и ехидным. Он часто переходил в своих остротах и болтовне грани безопасности, чем всегда раздражал Роланда. Одной из его любимых шуток были «разговоры» с грачиным черепом, который Катберт назвал Дозорным. В ка-тете он занимал, по мнению Роланда, место ка-май, шута.
Как любой стрелок-подмастерье, Катберт хорошо управлялся с любым оружием, но кроме того, он виртуозно владел рогаткой.
Во время битвы на Иерихонском холме Катберт был убит попавшей ему в глаз стрелой, выпущенной Рэндаллом Флэггом.
Образ Катберта также навеян поэмой Браунинга «Чайльд Роланд дошел до Тёмной Башни», как и многие другие образы цикла; строфа XVI:
О, нет! Из топких памяти глубин 

Мне тихо Катберт улыбнулся вдруг. 

Мой самый верный, мой надёжный друг! 

Твой смех всегда со мной. Но ряд картин 

Позорных лик затмил… Я вновь один — 

И снова замирает сердца стук.

#### Ален Джонс
Ален — член первого ка-тета Роланда, во время войны с Джоном Фарсоном отправленный в феод Меджис вместе с Роландом и Катбертом. Ален очень искусен в «прикосновениях» — форме телепатии, которой владеют жители Внутреннего мира.
Ален — светловолосый крупный юноша. Он достаточно спокоен, чтобы примирять слишком разных характером Катберта и Роланда.
После событий в Меджисе Ален присоединился к Роланду, Катберту и Джейми в их поисках Тёмной Башни.
Непосредственно перед битвой на Иерихонском холме, последнем сражении стрелков Гилеада против войск Фарсона, Ален был убит Роландом и Катбертом, которые по ошибке ночью приняли его за убийцу.

#### Джейми Декарри
Джейми Декарри (англ. Jamie DeCurry, вариант перевода: Жами де Курри) — член первого ка-тета Роланда. Мельком упоминается в первой, третьей, четвёртой, седьмой и восьмой книгах. Роланд считает, что Джейми обладал врождённой осторожностью. Известно, что у него было приметное родимое пятно. Был убит снайпером во время битвы на Иерихонском холме.

### Союзники ка-тета

#### Сюзан Дельгадо
Сюзан Дельгадо упоминается в первой книге цикла, но появляется только в четвёртой, «Колдун и кристалл». Сюзан была красивой, белокурой девушкой с прекрасной фигурой, наивной и недальновидной в силу малого жизненного опыта, но с природной смекалкой, кроме того, смелой и самоотверженной. Она жила в городке Хэмбри в феоде Мэджис, куда четырнадцатилетний Роланд и его ка-тет были отправлены с важным поручением. Отец Сюзан недавно погиб, как потом оказалось, несчастный случай был подстроен. Тетка Сюзан, Корделия, уговорила её стать наложницей мэра Мэджиса Харта Торина, который испытывал к девушке непреодолимое влечение.
Однако, до того, как её связь с Торином фактически началась, она полюбила Роланда и стала его любовницей. Она спасла ка-тет своего возлюбленного от заключения и возможной казни, после чего её обвинили в пособничестве побегу и убийстве, а также, безвинно — пособничеству в убийстве мэра. Сюзан была сожжена на костре жителями города — такое жестокое наказание придумала ей ведьма Риа с Кооса, у которой были свои счёты и с ней, и со стрелками.
Ещё до того, как Роланд узнал об опасности, грозящей Сюзан, он принял решение отказаться от неё ради поисков Тёмной Башни, она об этом никогда не узнала. Но он продолжал любить её всю свою жизнь и винить себя в её смерти.
Фамилию Дельгадо по совпадению, обычному для мира Тёмной Башни, носил ещё один персонаж цикла, Люп Дельгадо — человек из мира, близкого нашему, в которого был влюблён Дональд Каллаган.

#### Тиан Джеффордс
Фермер из Кальи Брин Стерджисс, отец пятерых детей. Первым высказал инициативу защиты детей от Волков, и был поддержан Дональдом Каллагэном. Помог Эдди заманить робота Энди в кабинку туалета Каллагэна, убедив Энди, что в выгребной яме спрятано оружие.

#### Сёстры Орисы
Объединение нескольких жительниц Кальи Брин Стерджисс, занимающихся общественной жизнью города. Умели бросать специально заточенные тарелки, использовавшиеся как оружие, посему были завербованы Роландом для противостояния Волкам; Сюзанна также присоединилась к Сёстрам Орисы, в короткий срок научившись бросать такие тарелки.

##### Маргарет Эйзенхарт
Жена Воуна Эйзенхарта, по происхождению мэнни. Во время битвы с Волками сумела убить нескольких, но была обезглавлена «лучевой трубкой» одного из них.

##### Розалита Мунос
Домоправительница Каллагэна. На время пребывания ка-тета в Калье стала любовницей Роланда, также помогала ему бороться с ревматизмом при помощи мази из кошачьего масла.

#### Тэд Бротиген
Тэд Стивенс Бротиген (англ. Ted Stevens Brautigan, в английском варианте написания количество букв в имени составляет 19), впервые появляется в новелле Стивена Кинга «Низкие люди в жёлтых плащах» из цикла «Сердца в Атлантиде». Он — сильный «Разрушитель», человек, чьи экстрасенсорные способности используются Алым Королём для ускорения разрушения Лучей и Тёмной Башни. Тэд прибыл в Девар-Тои, тюрьму, где содержались Разрушители, в 1955, но с помощью старого друга Роланда, Шими Руиса, вскоре совершает побег и оказывается в Коннектикуте 1960 года (именно там происходят действие событий новеллы «Низкие люди в жёлтых плащах»). После событий, описанных в этой новелле, «низкие люди» похищают его из Коннектикута и вновь возвращают в Девар-Тои через Дикси Пиг и станцию Тандерклеп. Тэд встречает Роланда и его ка-тет в последней книге серии. Вместе с Динки Эрншоу (подробнее см. «Все предельно») и Шими Руицем, недавно доставленным в Девар-Тои в качестве Разрушителя, помогает Роланду и его ка-тету в нападении на Девар-Тои, принимая участие в уничтожении кан-тоев и тахинов. После того, как Роланд, Джейк и Ыш совершили путешествие в Мэн 1999 года с целью спасти Стивена Кинга от гибели, Тэд и его друзья проводили Сюзанну Дин до Станции Федик. Тэд Бротиган и немногие оставшиеся в живых Разрушители отправились в Калью, где они надеялись искупить свою вину перед жителями Кальи, и затем вернуться в Америку через Дверь в пещере. 

#### Шими Руис
Шими, впервые появившийся в «Колдун и кристалл» — умственно отсталый паренек из салуна в Хэмбри. Шими помогал Роланду и его первому ка-тету препятствовать последователям Джона Фарсона (а в более широком смысле — Алому Королю) воспользоваться военной техникой Древних, а затем последовал за группой, направляющейся в Гилеад.
Шими присоединился к ка-тету Роланда и помогал стрелкам сдерживать сторонников Алого Короля до тех пор, однако вскоре исчез при невыясненных обстоятельствах вместе со своим мулом Капи. Хотя Роланд полагал, что Шими мертв, он был жив; Шими был похищен низкими людьми и помещён в Девар-Тои, тюрьму для Разрушителей, поскольку имел телепатические способности, о которых не знали ни Роланд, ни члены ка-тета.
Вновь Шими Руис появляется в последней книге серии, и помогает новому ка-тету Роланда сражаться с тахинами и низкими людьми. Однако, во время сражения, он порезался о кусок стекла, что привело к заражению крови; развитие болезни ускорилось из-за «отравленного воздуха» вокруг Тандерклепа. Шими скончался от заражения крови во время сопровождения Сюзанны в Федик.
Хотя Сюзанна никогда этого так и не узнала, она является косвенно ответственной за смерть Шими — именно пуля, выпущенная ею, разбила стекло, на осколок которого тот наступил.

#### Динки Эрншоу
Ричард «Динки» Эрншоу — экстрасенс-убийца из произведения Стивена Кинга «Все предельно», в котором он был нанят неким мистером Шарптоном, главой дочерней компании «Северного центра позитроники». Когда Эрншоу узнает, что Шарптон использует его, он убивает Шарптона. Низкие люди похищают его и переносят в Девар-Тои, где он впоследствии встречается с Тэдом Бротигеном и Шими Руицем. Вместе с ними он поможет ка-тету в последней, седьмой книге серии нейтрализовать охрану Девар-Тои.

#### Патрик Дэнвилл
Патрик Дэнвилл появляется в «Бессоннице» как подающий надежды мальчик-художник, затем, в конце цикла «Тёмная Башня», как молодой художник, обладающий талантом «перерисовать» реальный мир, изменив его.
Когда он был маленьким, ему было предсказано, что он «спасет двоих» в будущем. Патрик создал изображения Роланда и розы. В «Тёмной Башне» он неизвестное время содержался в заточении у Дандело, эмоционального вампира, и был спасен Сюзанной и Роландом.
Патрик нарисовал Дверь, через которую Сюзанна попала в параллельный мир, а также «стер» Алого Короля с балкона Башни, тем самым позволив Роланду выполнить цель всей своей жизни.

#### Кортлэнд «Корт» Эндрюс
Наставник первого ка-тета Роланда. Роланд заслужил свои револьверы, победив его с помощью своего сокола Давида, который был убит в этом поединке. После поединка с Роландом, Корт неделю находился в коме у себя в хижине, при нём находились две сиделки. Корт часто был груб со своими учениками, использовал физические наказания, и также в качестве наказания лишал пищи. Часто называл будущих стрелков «личинками».
По словам Роланда, Корт был убит вскоре после того, как группа Роланда закончила обучение. Тем не менее, Корт поддерживал своего рода духовную связь с Роландом на протяжении всей серии, его голос и наставления появляются в голове Стрелка в момент раздумий. 

#### Томас Уитмен
О Томасе Уитмене известно мало. Он вкратце упомянут в первой книге, «Стрелок», как один из друзей детства Роланда, который учился у Корта вместе с ним. Также упоминается в «Рождении стрелка», и, возможно, появится в следующих главах истории о стрелке, которую в виде комиксов выпускает компания «Марвел».

## Антагонисты

### Рэндалл Флэгг
Человек в чёрном, кроме «Тёмной Башни», также является персонажем многих произведений под многими именами. Как один из основных персонажей упоминается в произведениях «Глаза дракона», «Роза Марена» и «Противостояние», причём всегда является антагонистом, демоническим чародеем.
В частности, в «Тёмной Башне» упоминается как: Незнакомец-вне-времени, Уолтер, Ричард Фаннин, Рэндалл Флэгг, Мерлин (англ. Merlin), Мартен Броудклоук (англ. Marten Broadcloak), Рудин Филаро (англ. Rudin Filaro), Уолтер О’Дим (англ. Walter O’Dim), Уолтер Крайнего мира, Уолтер Ходжи (англ. Walter Hodji), Легион.
Настоящее имя Рэндалла Флэгга — Уолтер Падик, сын Сэма (англ. Walter Padick, son of Sam).
Рэндалл Флэгг — один из главных эмиссаров Алого Короля, плетущий интриги с целью самому стать властелином Тёмной Башни.
Как упоминается в седьмой части цикла, был изнасилован в детстве педофилом. Был съеден Мордредом Дискейном.

### Сильвия Питтстон
Сильвия Питтстон — странствующая проповедница, некогда обосновавшаяся в Талле; довольно тучная женщина, буквально гипнотизирующая паству своими речами. Уолтер передал ей семя Алого Короля, чтобы Сильвия родила ему наследника, но Роланду удалось убить того ещё в утробе. Впоследствии натравила на стрелка всё население Талла и была застрелена Роландом при попытке убить его деревянными крестами.
Также вкратце упоминается в четвёртой книге цикла.

### Джек Морт
Джек Морт — персонаж, который впервые кратко упоминается в первой книге серии, во второй становится одним из главных второстепенных персонажей. Третья дверь, открытая Роландом на пляже, приводит его в Нью-Йорк 1977 года. Роланд находит Джека Морта, находясь внутри разума «Толкача», психопата и садиста, виновного в жестокости и совершении актов насилия, которые коснулись и друзей Роланда — Сюзанны и Джейка.
Морт, бухгалтер по профессии, ведёт и «вторую жизнь» — он является серийным убийцей, дотошно и тщательно планирующим каждое преступление. Это, а ещё и своеобразный почерк преступлений, позволяет ему оставаться безнаказанным и вместе с тем совершать поразительные по своей жестокости преступления. Например, Морт, забираясь на различные высокие места, бросает кирпичи (и, вероятно, другие тяжелые предметы) на головы людей (этот процесс он называет «метанием глубинных бомб»), толкает людей под машины и на рельсы подземки. То, каким именно образом Морт совершает свои преступления, а именно — маскируя их под несчастные случаи, позволяет ему оставаться безнаказанным.
Морт выступает как связующее звено между Сюзанной (обеими её личностями — Одеттой и Деттой), Джейком, и, в конечном счёте, Роландом. Когда Одетте было 5 лет, Морт бросил ей на голову кирпич (что привело к развитию у неё раздвоения личности); именно Морт толкнул Одетту под поезд подземки, когда та была подростком (не зная о том, что она в прошлом уже стала жертвой его жестокости).
Когда Роланд вошёл в его разум, он как раз планировал толкнуть маленького мальчика (которым оказался Джейк Чеймберз) в поток машин. Не желающий позволить Джейку умереть ещё раз из-за своего бездействия, Роланд берет под контроль тело Морта и останавливает его, позднее используя эту возможность, толкает тело Морта под поезд метро, вместе с тем говоря Морту, что он заслуживает гораздо худшей смерти. В момент борьбы с сознанием Морта за контроль над его телом, Роланду обманом удается заставить Детту посмотреть через дверь, благодаря чему Одетта и Детта увидели в проёме двери друг друга, что в конечном счёте привело к «объединению» их личностей в одно целое.
Морт описывается в «Извлечении троих» как высокий, светловолосый, худощавого телосложения мужчина, однако когда Роланд упоминает Морта в «Бесплодных землях», он говорит, что у него были тёмные волосы.

### Риа
Дряхлая старая ведьма, Риа Дубативо, Риа с Кооса (англ. Rhea Dubativo, Rhea of the Cöos) была в числе ответственных за смерть возлюбленной Роланда, Сюзан Дельгадо. Была во власти одного из шаров Радуги — Розового, который медленно истощал её и сводил с ума, подобно вырождению Голлума из Властелина колец. Риа имела двух любимцев: ядовитую змею — Эрмота, позже убитого Роландом, и шестилапого кота-мутанта Масти. О судьбе Риа ничего не известно; хотя Роланд предполагает, что убил её, об этом в книгах серии больше не уточняется.

### Блэйн Моно
Изначально «Блэйн» — программа-искусственный интеллект, управляющая техникой в Луде и окрестностях. Обладает практически бесконечным ресурсом памяти, от чего, в сравнении с обычным человеком, знает всё. Причём знания включают в себя данные о разных реальностях и мирах. Так как практически вся техника, включая замки дверей, лампы освещения и даже газовые плиты, подключены к одной сети, имеет неограниченную власть в городе. В том числе и как «большой брат», который всё видит и слышит.
Блэйн создавался древними как координирующая система, инспектирующая и управляющая всеми системами жизнеобеспечения и защиты города. После того как «мир сдвинулся с места», жители города Луда постепенно выродились и деградировали, утратив знания о технологиях и даже назначении окружающих предметов. Таким образом нужда в Блэйне фактически отпала. Но поскольку память о могучем и всесильном хозяине управляющем непонятными вещами у жителей осталось, то отношение к Блэйну изменилось на противоположное: из, фактически, слуги, он стал божеством. Сам же Блэйн из-за поразившего его безумия, ввиду всеобщей деградации техники, этому не противился и пользовался новым положением, развлекаясь в своё удовольствие. Но с годами ему это наскучило, да и безумие прогрессировало, и он всё чаще стал «погружаться в сон» — состояние в котором он размышлял о причинах своего безумия и возможных способов излечения, но спустя столетия он понял, что не сможет исправить многие логические противоречия, возникшие в его «мозгу». Так как многие из существующих механизмов пришли в негодность и не работали, чаще всего у местных жителей Блэйн ассоциировался со сверхзвуковым монорельсовым поездом, курсировавшим по ветке Луд-Топика и всё ещё исправно функционировавшим. По этому местные стали его называть Блэйн Монорельс или просто Блэйн Моно.
В городе существовал ещё один монорельсовый поезд, Патриция. Он ходил в противоположном направлении и хоть и был, с одной стороны, частью контролируемой Блэйном системы, а значит частью его интеллекта, но с другой стороны Блэйн относился к «ней» как к обособленному сознанию и, в какой-то степени, даже как к своему другу. Но так как «безумие» поразило и Патрицию, то Блэйн поняв, что логические ошибки распространяются из сознания Патриции во всю систему, решил их локализовать и избавиться от их источника. Для этого он отключил у Патриции необходимость следовать исключительно программе, разрешив свободу воли и свободу поступков. «Я её эмансипировал», как сказал он Роланду. После чего Патриция не в силах осознавать своё безумие «сбросилась» с разрушенного участка монорельса на мосту через реку. После этого Блэйн заскучал окончательно и так же решил покончить с собой, но узнав, что на земле появился стрелок, решил подождать с этим.
К моменту встречи со стрелком, Блэйн находился, по собственному мнению, в состоянии дрёмы. И развлекался, включая в репродукторы на улицах города звук «божественных барабанов», являющимся вступлением к песне группы ZZ Top «Velcro Fly», который жители города считали призывом к совершению ритуальных убийств. Поезд находился на вокзале города, именуемом местными как «колыбель Луда». Там его и нашли Эдди с Сюзанной. Узнав от них, что у Джэйка есть книга с загадками и, что Роланд сам ходячий сборник загадок, помог Роланду отбить Джэйка у местных, провел их подземным проходом по помещениям со своими банками памяти до колыбели Луда. После чего в обмен на обещание загадывать ему (Блэйну) загадки, увёз из их разрушающегося города, разрушение которого он сам и спровоцировал, запустив серию взрывов в коммуникациях под городом. В том числе выпустив запасы ядовитого газа и убив остатки жителей, которые ещё не успели покончить с собой под звуки сирены противовоздушной обороны, которую они приняли за начало конца света. Также Блэйн взорвал помещения со своими банками памяти, что должно было неминуемо уничтожить и его самого, так как уничтожены были и носители программы, но при беседе с Роландом, Блэйн сказал, что он (Блэйн) в данный момент всё дальше и дальше от поезда, а слышат они его благодаря «микроимпульсной радиосвязи» связи монорельсового поезда с помещениями под городом. Иными словами даже после взрывов, сущность Блэйна не ограничивалась поездом, а продолжала существовать.
После того, когда у Роланда с товарищами закончились загадки для Блэйна стало понятно, что Блэйн неминуемо врежется в стопорные заграждения в конце пути, покончив как с собой так и со своими пассажирами, но Эдди, вспомнив, что согласно стишку в книжке Джэйка, Блэйн «не терпит глупых загадок», смог серией алогичных загадок, основанных на каламбурах и шутках, вызвать перегрузку процессора управляющего поездом и вывести интеллект Блэйна из строя окончательно. Двигатели поезда выключились, и он покатился дальше по инерции, постепенно замедляясь. Столкновение хоть и произошло достаточно сильное, но без последствий для путешественников.
Многие фанаты серии считают Блэйна Моно одним из самых харизматичных и ярких антагонистов Роланда.

### Большие охотники за гробами

#### Элдред Джонас
Главный антагонист книги Колдун и кристалл. Хромает, волосы падают на плечи, как у женщины, голос дрожит как у старика. Рука у него была сухая и крепкая, в ней в отличие от голоса ничего не дрожало. Кончики длинных седых усов свисали чуть ли не до подбородка. Псевдострелецкие усы. Светло-синие глаза. Джонас не выдержал испытание на звание стрелка и был изгнан на Запад отцом Корта, где служит Алому Королю. Является главарем банды, известной как Большие охотники за гробами. Элдред, выполняющий в Меджисе задания Флегга (известного в то время как Уолтер), подотчетен также Джорджу Латиго, одному из лейтенантов Джона Фарсона. Был убит Роландом.

#### Рой Дипейп
Подручный Джонаса, «Большой охотник за гробами». Несколько глуповат и несдержан, хотел заставить Шими Руица вылизать его сапоги в отместку за то, что Шими пролил на них остатки выпивки, но был остановлен Катбертом, за что затаил на того злобу. За день до Жатвы по приказу Джонаса убил Харта Торина, мэра Хэмбри. Был убит Роландом.

#### Клэй Рейнолдс
Подручный Джонаса, носил длинный плащ. Старше и опытнее Роя, благодаря чему больше ценился самим Джонасом. За день до Жатвы по приказу Джонаса убил Кимбу Раймера, казначея Хэмбри, а позднее застрелил и Олив Торин, пытавшуюся заступиться за Сюзан Дельгадо. Выжил в Хэмбри, но в дальнейшем собрал банду грабителей банков, за что и был повешен меньше чем через год.

### Корал Торин
Сестра мэра Хэмбри Харта Торина, хитрая и расчётливая женщина. Стала любовницей Джонаса (а впоследствии и Рейнолдса) и всячески содействовала Большим охотникам за гробами и заговору конезаводчиков Хэмбри. После бойни при Меджисе присоединилась к банде Рейнолдса и погибла в перестрелке на главной улице городка Оутли.

### Миа
Дух-захватчик, завладевший телом Сюзанны Дин в «Волках Кальи». Изначально бессмертный дух, схожий с суккубом, она увидела и полюбила младенца и захотела иметь своего (неизвестная сила удерживала её от того, чтобы слишком приближаться к ребёнку, которого она любила, и взять его себе). Много позже того, как чума опустошила город Федик и ребёнка забрали, Миа заключила сделку с Уолтером/Флэггом. Если она оставит своё бесформенное бессмертие, Уолтер даст ей ребёнка. Цель Миа в плане Уолтера и Алого Короля — выносить ребёнка Роланда; пророчество предсказало, что этот ребёнок убьёт Роланда.
Миа называла ребёнка своим «малым», и его вынашивали обе, Сюзанна и Миа. Сюзанна забеременела семенем Роланда от демона, с которым она имела сношения в «Бесплодных землях» во время Извлечения Джейка. Демон, гермафродит, способный менять пол, имел сношения сначала с Роландом в виде женщины в «Стрелке», когда Роланд защищал Джейка и выяснял у демона информацию. Демон каким-то образом сохранил семя Роланда (и позволил ему как-то смешаться с семенем Красного Короля) и оплодотворил им Сюзанну, будучи мужчиной. Миа завладела Сюзанной, чтобы самой родить своего «малого».
Миа убита и съедена своим ребёнком, Мордредом, вскоре после его рождения.

### Мордред Дискейн
Сын двух отцов и двух матерей, Мордред был рождён из яйцеклетки Сюзанны, оплодотворённой как Роландом из Гилеада, так и Алым Королём, и сохраненной Миа. Мордред — наполовину человек, наполовину паук, и способен контролировать превращения из одной ипостаси в другую.
Предназначение Мордреда, сама цель его рождения — убить Роланда и самому разрушить Тёмную башню. Мордред не только очень могущественен, но и очень заносчив.
Кроме способности превращаться из человека в паука и обратно по своему желанию, Мордред способен пожирать не только плоть своих жертв, но и их знания. Ни пророчества, ни судьба не могут уберечь Мордреда от исчезновения магии в Срединном мире вместе с колебаниями Башни. Мордред смертельно заболевает, после того, как съедает отравленную конину, и позже, когда он предпринимает последнюю попытку убить Роланда, его атакует Ыш. Ыш сдерживает Мордреда до пробуждения Роланда, после чего последний убивает собственного сына у порога Тёмной Башни.

### Низкие люди (кан-тои)
Впервые упоминаются в произведении «Регуляторы». Кан-тои — солдаты Алого Короля, которые являются наполовину людьми, наполовину тахинами. Ричард П. Сейр — один из самых известных кан-тоев в серии «Тёмная Башня».
Также упоминаются в романе Стивена Кинга и Питера Страуба «Чёрный дом», также они описываются в романе Кинга «Почти как „Бьюик“», так же упоминаются в первом рассказе Стивена Кинга из цикла «Сердца в Атлантиде» — «Низкие люди в жёлтых плащах»

#### Ричард Патрик Сейр
Предводитель кан-тоев и руководитель корпорации «Сомбра», он стал причиной смерти Каллагана в 1983. Сэйр — один из свидетелей рождения Мордреда Дискейна в Палате извлечения Экспериментальной станции 16 квадрата дуги в Федике.
Был убит двумя выстрелами в затылок (один выстрел — за Миа, второй — за Каллагана) Сюзанной Дин.
Как и у некоторых других персонажей серии, имя «Ричард Патрик Сэйр» в оригинале состоит из 19 букв (англ. Richard Patrick Sayre).

### Братья Гитлеры
Норт и Билл, дуэт расистов-отморозков. Убивали евреев и афроамериканцев, после чего вырезали на их лбах свастику. Были наняты кан-тоями, чтобы убить Каллагэна, для чего смертельно ранили его близкого друга. От убийц Каллагэна спасли Кельвин Тауэр и Эрон Дипно; впоследствии Братья Гитлеры были убиты кан-тоями за невыполнение задания.

### Тахины
Тахины внешне напоминают людей с головами и/или лапами животных. Бо́льшая часть их преданно служит Алому Королю, хотя тахины, в точности как и люди, сами выбирают свою судьбу, то есть могут быть и «хорошими» и «плохими». Происхождение тахинов остаётся в тайне.

#### Финли О’Тего
Финли О’Тего (Финли из Тего) — тахин с головой горностая, появляющийся в пятой и седьмой книгах цикла. В пятой книге упоминается вскользь, полностью описывается Кингом в последней книге цикла.
Финли — близкий друг Пимли Прентисса, помогающий ему в организации работы Девар-Тои. Как и большинство тахинов, имеет псионные способности; любит употреблять гной. Среди его заслуг — организация повторной поимки Тэда Бротигана, которая описана в Сердцах в Атлантиде. Во время нападения ка-тета Роланда на Алгул Сьенто, Финли был тяжело ранен и в конце концов убит Эдди Дином.

### Энрико Балазар
Нью-йоркский криминальный авторитет сицилийского происхождения, владелец клуба «Падающая башня». Впервые упомянут в «Извлечении троих». Занимался торговлей наркотиками, убийствами и похищениями людей, а также поставлял гангстеров корпорации Сомбра. Любимое занятие — строить на столе карточные домики.
По приказу Балазара был похищен и впоследствии случайно убит Генри, брат Эдди Дина.
Энрико Балазар был убит Роландом в «Извлечении троих», но в шестой и седьмой книгах серии упоминается, что на параллельной Земле существует его двойник.

### Джек Андолини
Подручный Энрико Балазара. Производит впечатление громилы-тугодума, но на самом деле хитер и умен. Был приставлен следить за Эдди Дином. В клубе Балазара желая выяснить, откуда Эдди достанет спрятанный кокаин, отправился вслед за ним в туалет и переместился на пляж Срединного мира. Вступил в бой с Роландом и Эдди, но был тяжело ранен и сожран омароподобными чудовищами.

### Дандело
Дандело был психическим вампиром, который питался эмоциями. Впервые упомянут в последней книге цикла. Под именем 'Джо Коллинз' (англ. Joe Collins) он заманил Роланда и Сюзанну в свой коттедж на Одд Лэйн (англ. Odd's Lane, улица, пересекающая Дорогу Башни (англ. Tower Road) в Белых Землях Эмпатики) и угощает их праздничным обедом. После этого он говорит им, что перед тем, как попасть в All-World, он выступал на сцене, как сатирик. Роланд попросил Дандело продекламировать что-нибудь из его репертуара, и Дандело рассмешил Роланда так, что последний чуть не умер от смеха. Сюзанна избежала участи Роланда, поскольку в это время находилась в ванной, рассматривая причиняющую боль рану на лице. Там она обнаружила заметку, оставленную Стивеном Кингом (заметка таким образом является своего рода deus ex machina), которая помогает ей разгадать истинную сущность «Джо Коллинза». До того, как он смог высосать из Роланда его жизненные силы, Дандело был убит Сюзанной двумя выстрелами в голову.
Как позднее выяснилось, он держал Патрика Дэнвилла как источник пищи, чтобы высасывать его эмоции; однажды Дандело отрезал Патрику язык, чтобы лишить того возможности говорить.

#### Липпи
Дандело держал в конюшне за домом лошадь, которую звали Липпи (англ. Lippy). Липпи заржала, увидев рядом Роланда и Сюзанну. Она была очень старой, изнурённой, и имела язвы на коже. Тем не менее, Дандело делился с ней своими жизненными силами, из-за чего лошадь выглядела сильной и здоровой. Мордред Дискейн, который шел по следам Роланда, наткнулся на мертвую Липпи, которая все еще сохраняла хороший внешний вид. Он съел ее, не разобравшись в ее истинной природе, посчитав ее хорошим, сильным и сочным мясом. На самом деле ее уже мертвое мясо было ядовитым и Мордред получил серьезное отравление и лихорадку, из-за которых отчасти потерял контроль над своим переходом между человеческой и паучьей формами. Это отравление в конечном итоге убило бы его, а слабость, вызванная им, стала одной из причин, по которым Мордред уступил Роланду в бою.

### Пимли Прентисс
Пимли Прентисс — руководитель Алгул Сьенто. Описывается как высокий лысеющий человек, имеющий избыточный вес. Пимли (при рождении получил имя Пол, но принял имя тахинов Пимли во время введения в должность) был призван Алым Королём для организации работы Алгул Сьенто, тюрьмы для разрушителей; свою должность он занял благодаря объявлению в газете. Пимли не является уроженцем мира, где существует Алгул Сьенто, а прибыл туда с параллельной Земли, весьма похожей на нашу, на которой он работал тюремным охранником.
Пимли показан осторожным и сдержанным в своём служении Алому Королю. Он полагается на человечность и духовность, руководствуясь ими в своих действиях. Прентисс — новообращённый католик, причём его обращение в католицизм явно является следствием его впечатлений и опыта в Конечном Мире.
Убит Роландом Дискейном во время рейда на Алгул Сьенто. Будучи смертельно раненым, смог выстрелить в голову Эдди Дину, чем прекратил существование ка-тета Роланда.

## Хранители Лучей
Хранители Лучей — двенадцать могущественных созданий, что надзирают за каждым из концов шести Лучей, пересекающихся там, где стоит Тёмная Башня. Количество Хранителей равно количеству порталов, откуда берут начало Лучи, так называемых Врат; таким образом, на каждый Луч приходится по паре Хранителей. В легендах Гилеада Хранители — создания полумифические. Тем не менее, в своем странствии стрелки встречают одного из них (Медведя) и убивают его в целях самозащиты — им оказывается древний киборг.
Когда-то так называемые Древние заменили истинную магию машинами, создав, в том числе, Стражей Луча (можно назвать их вещественными воплощениями Хранителей).

…магия ушла. Но с течением времени великие алхимики, великие учёные и великие… кто? Думаю, инженеры… Короче, люди большого ума, вот что я хочу сказать, великие мастера дедукции, собрались вместе и создали машины, которые поддерживали Лучи.
Часть луча от портала до Тёмной Башни называлась Тропой хранителя и Путём второго хранителя (по ту сторону Башни):

… Мы на Тропе медведя, Пути черепахи, — рассеянно ответил Эдди. — Я не знаю, имеет ли это какое-то значение, потому что дальше Тёмной Башни мы не пойдем, но по другую её сторону Тропа черепахи, Путь медведя.
В нескольких сценах на протяжении повествования называются пары Хранителей. Об этом упоминается:
- когда Роланд рассказывает Эдди Дину и Сюзанне, чем являлся Шардик;
- когда Эдди и Сюзанна увидели скульптурную группу Хранителей на подступах к Колыбели Луда;
- в четвёртой книге, при описании города Хэмбри — в его центре стояли тотемы хранителей;
- в стишке, который иногда декламируют друг другу Роланд и его возлюбленная, Сьюзен Дельгадо: «Птички и рыбки, медведи и зайки, слоны, черепахи…»;
- в книге «Ветер сквозь замочную скважину» автоматический проводник «ДАРИЯ», из Северного центра позитроники, говорит, что мальчик Тим находится на «…луче Кота, так же известном как луч Льва или луч Тигра. Данный луч продолжается лучом Птицы, так же известным как луч Орла, луч Сокола или луч Ястреба.»
- Так же в книге «Ветер сквозь замочную скважину» ДАРИЯ цитирует стихотворение, схожее со стихотворением о Черепахе: «Ясный, как солнце, взгляд у орла, Держат все небо два мощных крыла Орел видит землю, и видит моря, И даже такого мальчишку, как я.»
- во время крушения одного из Лучей в шестой книге;
- в седьмой книге, в разговоре о двух сохранившихся Лучах.

Таким образом, Хранители разбиты на следующие пары:
- Медведь — Черепаха;
- Конь — Собака;
- Крыса — Рыба;
- Слон — Волк;
- Орел — Лев;
- Заяц — Летучая Мышь.

Наибольшее внимание в части описания Хранителей Кинг уделяет только двоим из них — Медведю Шардику и Черепахе Матурин.
Шардик и Матурин
Большую часть своего пути ка-тет Роланда проделал вдоль Луча Черепахи-Медведя, а именно по Тропе Медведя, Пути Черепахи.
Шардик представляет собой огромного медведя — кибернетический организм, произведённый Северным Центром Позитроники, о чём свидетельствует табличка, обнаруженная на нём членами ка-тета Роланда:

«НОРД-СЕНТРАЛ ПОЗИТРОНИКС, ЛТД.»

Грэнит-сити

Северо-восточный коридор

Разработка 4 СТРАЖ

Серия # АА 24123 СХ 755431297 L 14

Тип/вид МЕДВЕДЬ ШАРДИК

— СУБЪЯДЕРНЫЕ ЭЛЕМЕНТЫ ПИТАНИЯ ЗАМЕНЕ НЕ ПОДЛЕЖАТ -
К моменту времени, описываемому в третьей книге серии, ему было несколько тысяч лет, и он умирал, разъедаемый паразитами. Болезнь сделала Шардика безумным, он атаковал ка-тет Роланда, и они были вынуждены его уничтожить.
В четвёртой книге приводится стишок о Хранителе-Медведе.
Матурин — Черепаха, Хранитель Луча. Вместе с Шардиком составляет пару Медведь — Черепаха. Как хранитель Луча впервые упоминается в третьей книге серии.
Черепаха, как хранитель Луча, упоминается в фольклоре Гилеада:
«Есть ЧЕРЕПАХА, представьте себе,

Она держит мир у себя на спине.

В её мыслях неспешных — весь мир и все мы,

Для любого — частичка её доброты.

Она слышит все клятвы и все примечает, 

Она знает, кто врет, но подскажет едва ли. 

Она любит землю и любит моря, 

И даже такого парнишку, как я»
Особое значение Матурин приобретает в шестой книге, Песнь Сюзанны. Там впервые упоминается её имя, и её изображения служат талисманами для членов ка-тета. Маленькая фигурка черепахи, названная в романе scolpadda (швед. scolpadda — «черепаха»), помогает Сюзанне в Нью-Йорке, зачаровывая людей и приходя им взамен на помощь.
Так же Матурин упоминается в самом начале произведения «Оно». Когда Джорджи спускается в подвал, его на мгновение завораживает вид нарисованной черепахи, предавший ему храбрости для преодоления страха подвала. В данном случае Матурин противопоставляется Оно, подобно тому как созидание противопоставлено разрушению.
Аслан и Гаруда
О них обоих говорится в книге «Ветер сквозь замочную скважину»
Аслан — лев-хранитель луча Кота. О нём говорит ДАРИЯ, автоматический проводник Северного центра позитроники, которую мальчик Тим получил у племени, живущем на болоте Фагонард. Лев Аслан находится в стране бесконечных снегов. ДАРИЯ уже сомневается в его существовании.
Гаруда — орел, охраняющий луч на другом конце от льва. О Гаруде говорит Мерлин. Мерлин не только ни чем не подтверждает его существование и жизнеспособность, но и уточняет, что узнал об этом в своем детстве, когда ему говорили, что детей находят в капусте.
О Гаруде, как и о Матурине, есть стихотворение, воспроизведенное ДАРИЕЙ:
«Ясный, как солнце, взгляд у орла,
Держат все небо два мощных крыла,
Орел видит землю, и видит моря,
И даже такого мальчишку, как я.»

## Прочие персонажи

### Генри Дин
Старший брат Эдди, «великий мудрец и выдающийся наркоман». Описывается как человек, бездарный во всем, из-за чего нередко вымещал обиду на Эдди и подсознательно заставлял того скрывать свои таланты, сознательно уступать брату. Несмотря ни на что, Эдди его любил, поэтому и сам пристрастился к наркотикам, когда Генри попал в зависимость.
Генри Дин умер от передозировки, находясь в заложниках у Энрико Балазара; во время перестрелки у последнего Кевин Блейк, один из «джентльменов» Балазара, отрезал голову Генри. Впоследствии голос брата то и дело всплывал в голове Эдди, преимущественно насмехаясь над ним.

### Харт Торин
Мэр городка Хэмбри в Меджисе. Должен был лишить девственности Сюзан Дельгадо, под формальным предлогом зачатия ребёнка, на самом же деле Сюзан требовалась ему для любовных утех. Был убит Роем Дипейпом.

### Шеб
Тапер в городах Меджисе и Талле, небольшого роста человек, склонный к выпивке. В Талле совершил покушение на Роланда, так как тот увел у него женщину, но отделался сломанными запястьями. Позднее был застрелен Роландом вместе с остальными жителями Талла.

### Бен Слайтман
Старший ковбой на ранчо Воуна Эйзенхарта в городе Калья Брин Стерджисс, рано потерял дочь и в одиночку воспитывал оставшегося сына, Бенни. Стал предателем, будучи завербованным роботом-посыльным Энди, и должен был сообщить Волкам о местонахождении детей, дабы Волки не забрали его единственного ребёнка, но после раскрытия заговора и гибели Энди вынуждено стал на сторону ка-тета и остальных жителей Кальи.

### Бенни Слайтман
Сын Бена Слайтмана, мальчик тринадцати-четырнадцати лет. Стал близким другом Джейка Чемберза, но после того, как Джейк раскрыл козни Энди и Слайтмана-старшего, подростки отдалились друг от друга. Погиб от снитча, брошенного одним из Волков, так и не узнав о предательстве отца.